# Tapponia heterosticta
Tapponia heterosticta är en spindelart som beskrevs av Pocock 1897. Tapponia heterosticta ingår i släktet Tapponia och familjen lospindlar. Inga underarter finns listade i Catalogue of Life.